# Expressionisme abstracte

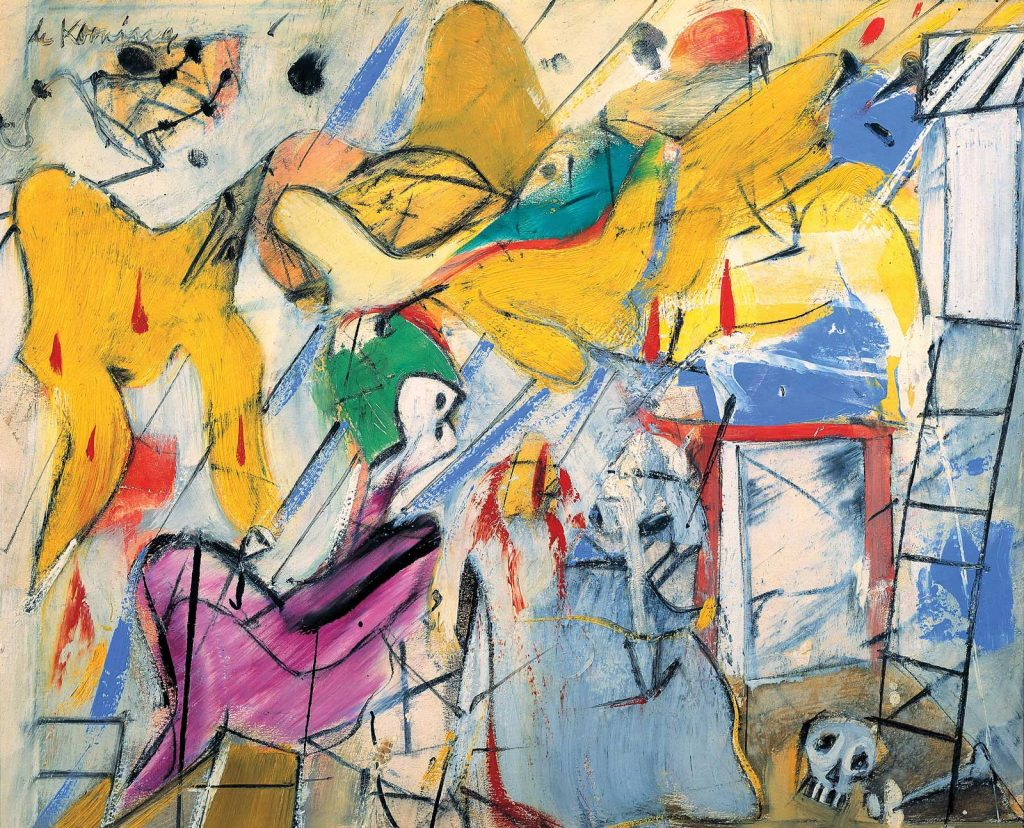
"Interchange", obra de William DeConing.

L'expressionisme abstracte és el primer dels grans moviments artístics de la postguerra, i va assenyalar el desplaçament del “centre neuràlgic” de l'art contemporani de París a Nova York. És considerat el primer moviment artístic, bàsicament pictòric, pròpiament estatunidenc. El crític d'art Clement Greenberg n'és el principal teòric i impulsor.
Quan el moviment surrealista va arribar a Nova York, poc després del començament de la Guerra, dins dels exiliats s'hi incloïen no només al mateix fundador André Breton, sinó també a alguns dels més famosos pintors surrealistes: Max Ernst, Roberto Matta, Salvador Dalí, André Masson, i Joan Miró, per posar alguns exemples.
Peggy Guggenheim, llavors casada amb Max Ernst, va proveir al grup d'un centre per a les seves activitats amb l'obertura de la galeria "Art of This Century" el 1942. Molts dels més importants pintors nord-americans de la dècada dels quaranta exhibirien més tard en aquesta galeria.
Nova York oferia un territori fresc i desafiador per a les seves activitats i van començar a reclutar conversos entre els artistes nord-americans. Els Estats Units foren hospitalaris amb l'art avantguardista dels europeus. Durant la Primera Guerra Mundial (1914-18) va haver un actiu grup de dadaistes a Nova York, entre els quals destacaven Marcel Duchamp, Picabia i Man Ray. Tot i així, no van ser aquests, sinó els surrealistes nouvinguts, els que hi van aportar un estímul decisiu.

## Característiques generals del moviment
- Absència de tota relació amb l'objectivitat
- Rebuig de tot convencionalisme estètic
- Expressió lliure i subjectiva de l'inconscient
- Execució totalment espontània
- Valoració de l'accidentalitat i exploració de l'atzar com a recurs operatiu
- Intensitat del propòsit: el que importa és el procés o l'acte de la pintura
- Utilització de les grans dimensions
- Gran llibertat en el color (al principi preferien el blanc i el negre, però més endavant es van decantar per colors brillants i vius per poder traduir estats d'ànim intensos).
- Gran varietat de configuracions estructurals. Entre les quals destaquen:
  - Composicions de camp extens, on tota la superfície del llenç queda coberta uniformement mitjançant moltes línies i fils de pintura gotejada que transmeten la sensació d'estendre's indefinidament pels marges del quadre (Pollock)
  - Composicions de camp color, grans superfícies planes de color sense elements simbòlics ni gestuals, creant atmosferes i gran sensació d'espai
  - Composicions gestuals: embolics ondulants i rítmics de traços, empastaments, taques i goteigs sobre fons dominants.
  - Composicions simbòliques: a base de grans pinzellades sobreposats monocroms sobre fons blanc, que recorden cal·ligrafies orientals.

## Artistes principals
Alguns artistes destacats d'aquest moviment són Jackson Pollock, Elaine de Kooning, Sam Francis, Willem de Kooning, Mark Rothko, Robert Motherwell, Franz Kline, Helen Frankenthaler, Michael Goldberg, Arshile Gorky, Adolph Gottlieb, Laurent Jiménez-Balaguer i Morris Louis.
- Albert Alcalay
- Charles Alston
- Alice Baber
- William Baziotes
- Norman Bluhm
- Louise Bourgeois
- Ernest Briggs
- James Brooks
- Fritz Bultman
- Hans Burkhardt
- Jack Bush
- Alexander Calder
- Nicolas Carone
- Giorgio Cavallon
- John Chamberlain
- Joseph Cornell
- Dorothy Dehner
- Elaine de Kooning
- Willem de Kooning
- Beauford Delaney
- Robert De Niro, Sr.
- Richard Diebenkorn
- Mark di Suvero
- James Budd Dixon
- Enrico Donati
- Edward Dugmore
- Friedel Dzubas
- Jimmy Ernst
- Herbert Ferber
- Perle Fine
- Sam Francis
- Jane Frank
- Helen Frankenthaler
- Sonia Gechtoff
- Michael Goldberg
- Robert Goodnough
- Arshile Gorky
- Adolph Gottlieb
- Morris Graves
- Cleve Gray
- Philip Guston
- Raoul Hague
- David Hare
- Grace Hartigan
- Hans Hofmann
- John Hultberg
- Paul Jenkins
- James Kelly
- Earl Kerkam
- Franz Kline
- Albert Kotin
- Lee Krasner
- Walter Kuhlman
- Ibram Lassaw
- Alfred Leslie
- John Harrison Levee
- Norman Lewis
- Richard Lippold
- Seymour Lipton
- Frank Lobdell
- Morris Louis
- Conrad Marca-Relli
- Nicholas Marsicano
- Mercedes Matter
- Joan Mitchell
- Robert Motherwell
- Louise Nevelson
- Barnett Newman
- Isamu Noguchi
- Kenzo Okada
- Stephen Pace
- Ray Parker
- Phillip Pavia
- Jackson Pollock
- Fuller Potter
- Richard Pousette-Dart
- Ad Reinhardt
- Milton Resnick
- Robert Richenburg
- George Rickey
- Jean-Paul Riopelle
- William Ronald
- James Rosati
- Theodore Roszak
- Mark Rothko
- Anne Ryan
- Louis Schanker
- Jon Schueler
- Charles Seliger
- Harold Shapinsky
- Thomas Sills
- David Smith
- Theodoros Stamos
- Richard Stankiewicz
- Joe Stefanelli
- Hedda Sterne
- Clyfford Still
- George Stillman
- Alma Thomas
- Mark Tobey
- Bradley Walker Tomlin
- Cy Twombly
- Jack Tworkov
- Esteban Vicente
- Peter Voulkos
- Corinne Michelle West
- Hale Woodruff
- Emerson Woelffer
- Taro Yamamoto
- Manouchehr Yektai

### Altres artistes
Altres artistes de l'expressionisme abstracte estatunidenc:
- Karel Appel
- Rosemarie Beck
- William Brice
- Alexander Bogen
- Charles Ragland Bunnell
- Gretna Campbell
- Mary Callery
- Edward Clark
- Alfred L. Copley (àlies L. Alcopley)
- Edward Corbett
- Sari Dienes
- Lynne Mapp Drexler
- Jean Dubuffet
- John Ferren
- Lucio Fontana
- Herbert Gentry[2]
- Sam Gilliam
- Joseph Glasco
- John D. Graham
- Stephen Greene
- Elaine Hamilton
- Hans Hartung
- Al Held
- Raymond Hendler
- Gino Hollander
- John Hoyland
- William Ivey
- Jasper Johns
- Karl Kasten
- Frances Kornbluth
- André Lanskoy
- John Levee
- Michael Loew
- Knox Martin
- Georges Mathieu
- Herbert Matter
- George McNeil
- Jean Messagier
- Jay Meuser
- Seong Moy
- Jan Müller
- Robert Natkin
- Frank Okada
- Jules Olitski
- Pat Passlof
- Irene Rice-Pereira
- Earle M. Pilgrim
- Robert Rauschenberg
- Larry Rivers
- Jack Roth
- Pablo Serrano
- Sarai Sherman
- Vieira da Silva
- Aaron Siskind
- Tony Smith
- Pierre Soulages
- Nicolas de Staël
- Frank Stella
- Ary Stillman
- Kumi Sugai
- Stuart Sutcliffe
- Augustus Vincent Tack
- Antoni Tàpies
- Tony Tuckson
- Nína Tryggvadóttir
- Bram van Velde
- Don Van Vliet
- Cora Kelley Ward
- Ulfert Wilke
- Wols
- Zao Wou Ki